# Complexe funéraire du Moutot à Lavau
Le complexe funéraire du Moutot est un site archéologique sur la commune de Lavau, près de Troyes dans le département de l'Aube, en France.
Il relève des périodes protohistorique et gallo-romaine.

## Cadre archéologique
Mis au jour lors de fouilles préventives conduites par l'Inrap après un diagnostic réalisé en août 2012 sur la ZAC du Moutot, le complexe funéraire s'inscrit dans un ensemble de sites archéologiques situés au nord-est de l'agglomération troyenne et en rive droite de la moyenne vallée de la Petite-Seine.
Ces sites, pour la plupart concernés par des opérations d’archéologie préventive, ont été révélés par l'archéologie aérienne depuis 1969, notamment sur les territoires des communes suivantes :
- Lavau (outre le Complexe funéraire du Moutot) :
  - Petites-Corvées (fouille préventive de 1992) : complexe funéraire révélant une occupation depuis la fin de l'Âge du bronze jusqu'à la période gallo-romaine avec tessons d'amphores datant de la fin de la République romaine et tombes dont le mobilier archéologique date des IIIe et IVe siècles apr. J.-C.[3],[4]
  - Les-Corvées (fouilles de l'INRAP en 2002) : implantation domestique de la période de transition entre l’âge du bronze et celui du fer (approximativement de -950 à -780), les vestiges découverts correspondant aux différents éléments typiques d’une ferme protohistorique (greniers, silo, puits et carrières d’extraction), et nécropole de la Tène moyenne[5]
  - Entre Les-Corvées et Le-Moutot : voie romaine des Chapelles
- Saint-Benoît-sur-Seine :
  - La-Perrière : nécropole de la fin de l'âge du bronze réaffectée lors de la période gallo-romaine puis mérovingienne[6]
  - Intersection de deux voies romaines : Voie des Chapelles (portion de la voie romaine reliant Augustobona à Durocorturum ou Augusta Suessionum) et voie de Rhèges (portion de la voie romaine reliant Augustobona à Durocatalaunos)
- Creney-près-Troyes[7] :
  - Les-Poiriers : Mise en évidence d'un enclos carré et d'un autre circulaire par prospections aériennes (par J.Aubert et B.Gallois en 1978 ainsi que par M.Lenoble en 1986)[7] ;
  - Mont-Godefroy : prospections aériennes de T.Gé ayant révélé un enclos rectangulaire[7]
  - Les-Bordes : Sondage d'une villa rustica (par J-Y.Dufour)[7]
  - La-Grande-Fosse : mise en évidence d'un enclos rectangulaire (par M.Lenoble durant la campagne de fouilles de 1986)[7]
  - Bas Grand-Champ : mise en évidence d'un grand enclos carré (en 1996 par P.-A.Labriffe et D.Bonneterre, peut-être un habitat protohistorique selon ces derniers)[7]
  - Fossé des Crevautes : mise en évidence d'une tache circulaire non définie lors de cette même campagne de fouilles[7]
  - Route de Brienne : enclos circulaire d'un diamètre de 12,75 m et deux fosses circulaires non datés et n'ayant révélé aucune sépulture[7]
  - Les-Noyers de l’Hôtel-Dieu et Les-Sources : fosses (polylobées ?), un fossé et un bâtiment sur quatre poteaux, ce dernier étant non daté[7]
  - Zone d'activité de l'Hôtel-Dieu : fosses polylobées et à proximité (au nord-ouest) deux bâtiments sur poteaux dont le mobilier céramique est attribué au Bronze final
  - Le Village : structure agricole de la fin de l’âge du bronze[réf. nécessaire]
  - Argentolle : enclos funéraire protohistorique[réf. nécessaire]
- Bouranton : tombe à char de Michaulot datant du début de La Tène[8]
- Pont-Sainte-Marie : enclos funéraires protohistoriques et gallo-romains ainsi qu'une nécropole médiévale
- Sainte-Maure : enclos funéraires de l'âge du fer

## Tombe à char du Moutot
Une exceptionnelle tombe à char datant début du Ve siècle av. J.-C. (période transitoire entre le Premier et le Second Âge du Fer : fin du Hallstatt / début de la Tène) découverte en 2014, est révélée le 4 mars 2015 par l'Inrap au terme de six mois de fouilles de sauvegarde. Cette tombe était recouverte d'un tertre tumulaire d'une quarantaine de mètres de diamètre et d'une dizaine de mètres de hauteur (en partie conservé en élévation) qui était ceint d'un fossé et d'une palissade,. En outre, elle est accolée sur sa face nord-ouest à un enclos funéraire rectangulaire d'une centaine de mètres de long plus ancien, comprenant deux tumuli à chaque extrémité, ce qui montrerait une parenté entre ces structures funéraires sur le mode d'un hérôon.
Outre un squelette masculin se trouvant sur un char à deux roues, la chambre mortuaire à charpente de cette sépulture, d'une superficie de près de 14 m2 (une des plus vastes connues pour la période concernée), renfermait un remarquable mobilier funéraire (éléments analysés par le C2RMF) :
- un service à boisson (vin rouge poissé) comprenant :
  - un chaudron en bronze d'environ un mètre de diamètre et d'une contenance de 250 à 300 litres (de facture étrusque ou grecque, coulé à la cire perdue), disposant de quatre poignées ornées d'une figuration de la tête détaillée du dieu fleuve Achéloos et décoré de huit hauts-reliefs figurant des têtes de félins, ce cratère étant en outre entouré (ou complété) d'une vannerie à anses dont l'usage reste à préciser[12] ;
  - une œnochoé en céramique attique à figures noires (la plus septentrionale connue[12]) représentant un thème dionysiaque (Dionysos avec Déméter et un satyre), dont l'embase et le col sont sertis d'or et d’argent filigranés (type de sertissage rapporté exceptionnel, effectué localement)[13],[12] ;
  - une situle à cordon en bronze[note 1] qui se trouvait sous le cratère, ainsi que des canthares et des kylix ;
  - dans le cratère : une passoire à manche serpentiforme avec une tête cornue, une cuillère coudée en argent et le pied d'une coupe (?) de même facture que celle de l'œnochoé.

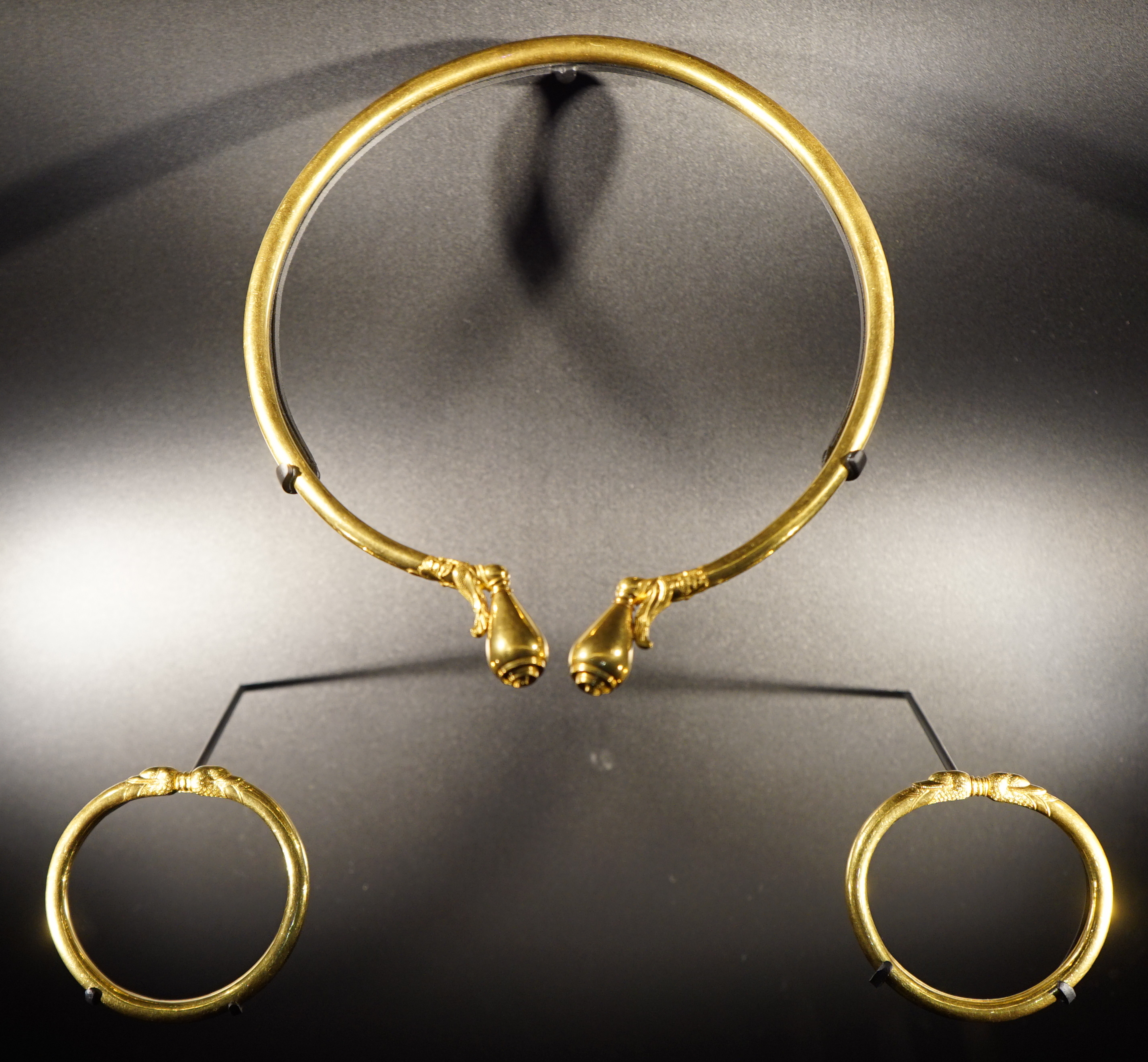
Torque.
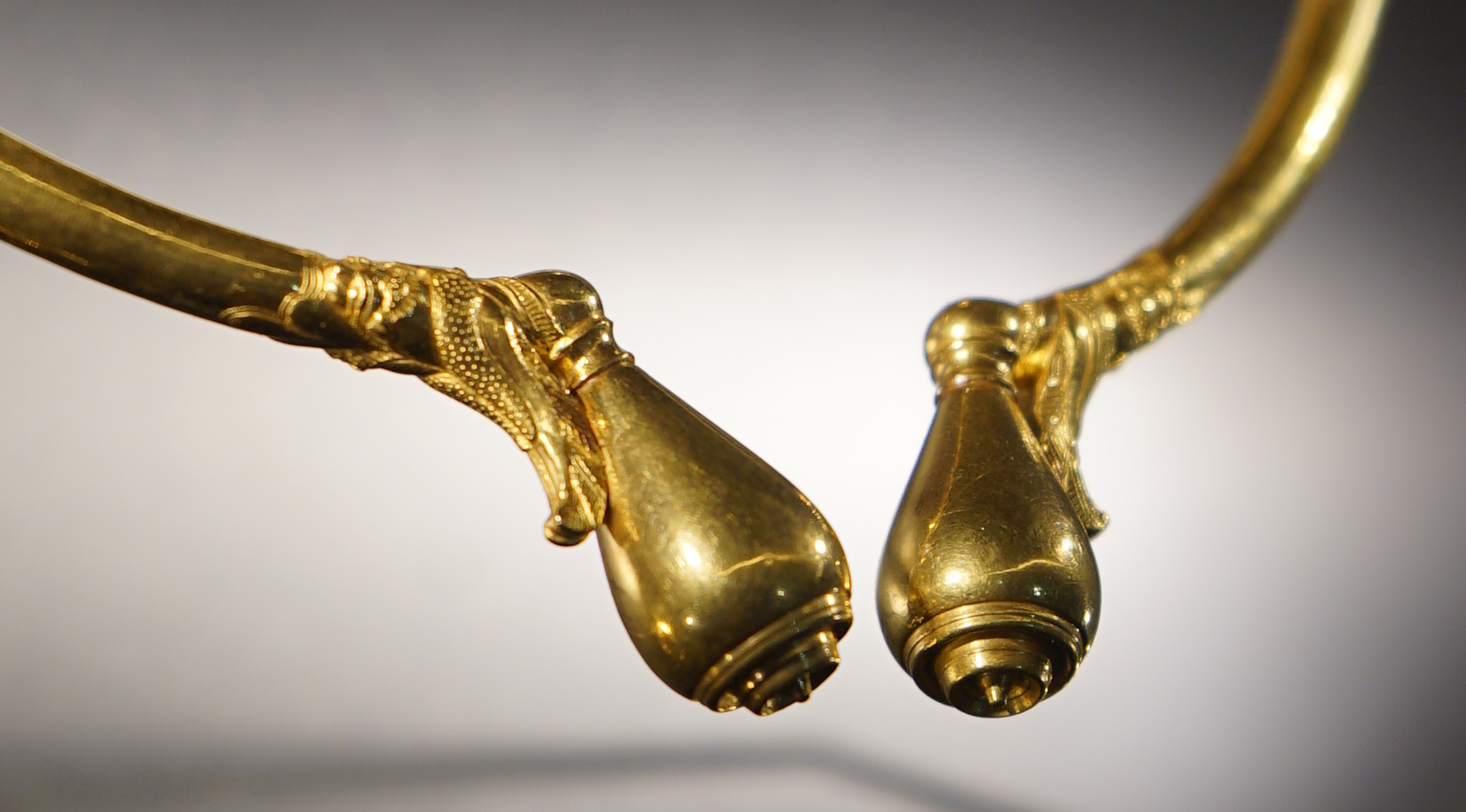
Torque/collier en or.
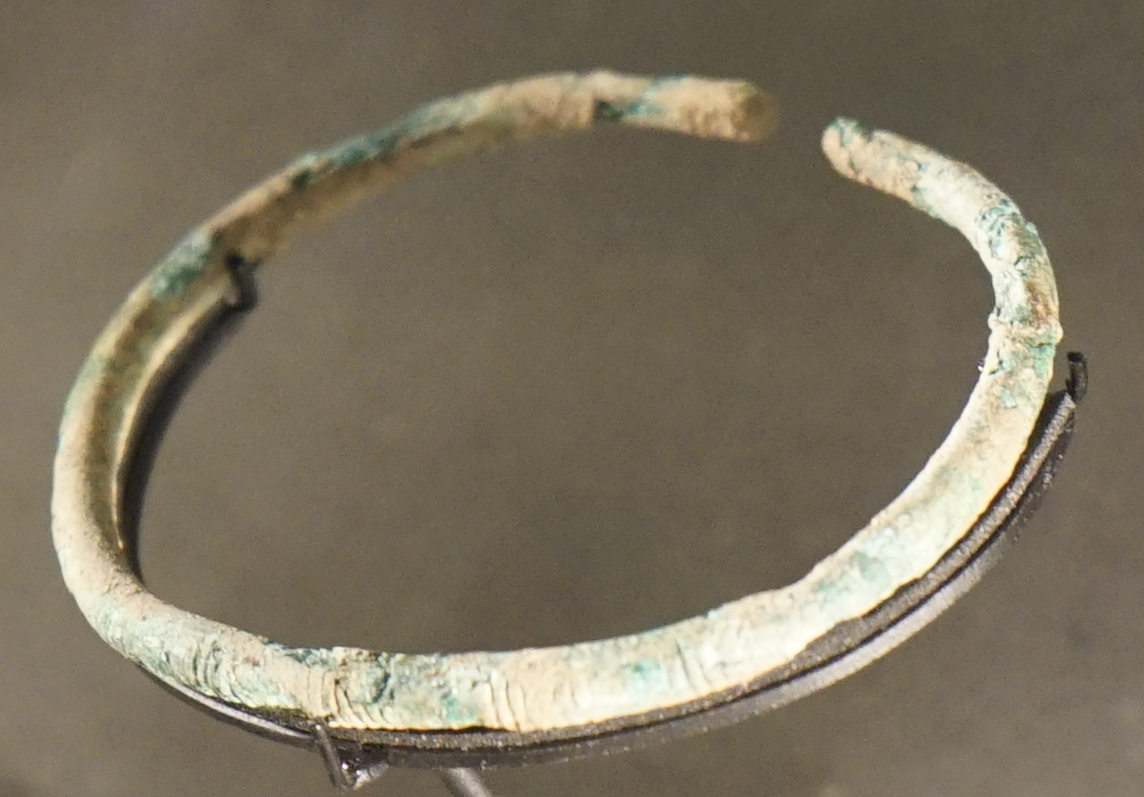
Bracelet en bronze.
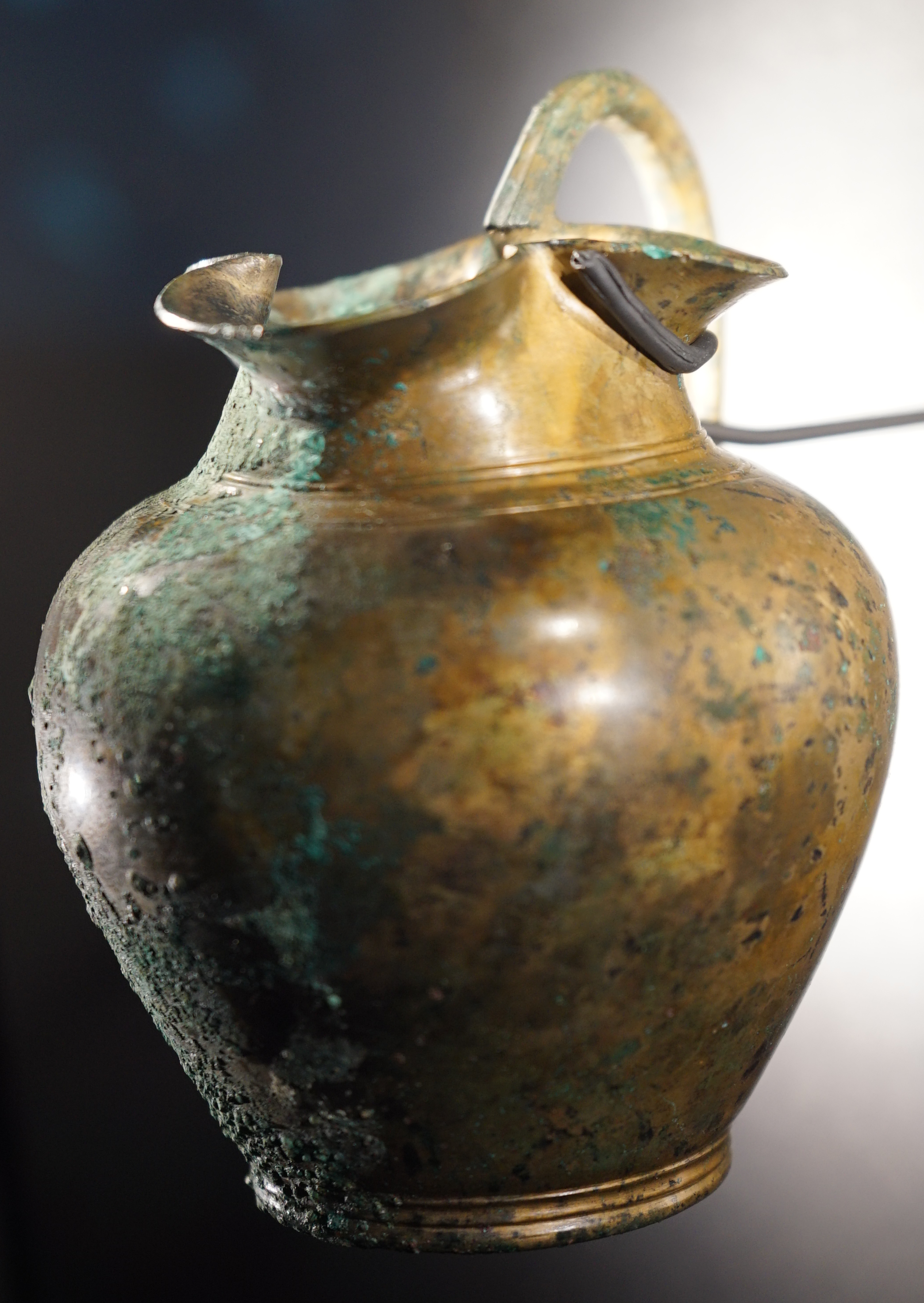
Olpé.

- des éléments de parure du défunt :
  - un torque à tampons piriformes lisse en or d'une masse de 580 g[14] (de facture semblable à celui de Vix mais plus lourd), orné d'un double motif de monstre ailé (tourné vers l'épaule gauche) et de cercles concentriques à la partie la plus grosse ;
  - un bracelet en or fermé à chaque poignet portant des traces d'usure (ancienneté à déterminer), chacun des bracelets étant orné de deux têtes de palmipèdes adossées[12] ;
  - un brassard en roche fossile (lignite) au biceps gauche[15] ;
  - un couteau dans son fourreau[16], des perles d'ambre (collier ou bijoux de chevelure), deux agrafes en fer ornées de corail rouge servant de fermoir à un vêtement de cuir (en partie conservé), des rivets en fer (provenant également du vêtement) ainsi que des passe-lacets et des agrafes en bronze provenant de chausses disparues[14],[17],[12].

La fouille de cette tombe à char, mieux conservée que celles de Vix et de Hochdorf, confirme les échanges, déjà bien attestés par l'archéologie (notamment ceux des Lingons), entre l'Europe centrale du Hallstatt et le Bassin méditerranéen antique. Cet ensemble funéraire tend en outre à prouver la présence d'un centre de pouvoir protohistorique en aval de la Petite-Seine (comparable à l'Oppidum du Mont Lassois), dont l'habitat reste à situer.
Depuis sa découverte la tombe est supposée princière,. Cependant, des études plus récentes tendrait à infirmer l'origine guerrière du défunt, mais démontrerait plutôt qu'il aurait fait partie d'une élite intellectuelle, ou religieuse, et pourrait être un druide.
Ces fouilles font l'objet d'un projet de publication monographique après 10 ans d'études,.

## Autres sépultures du site du Moutot

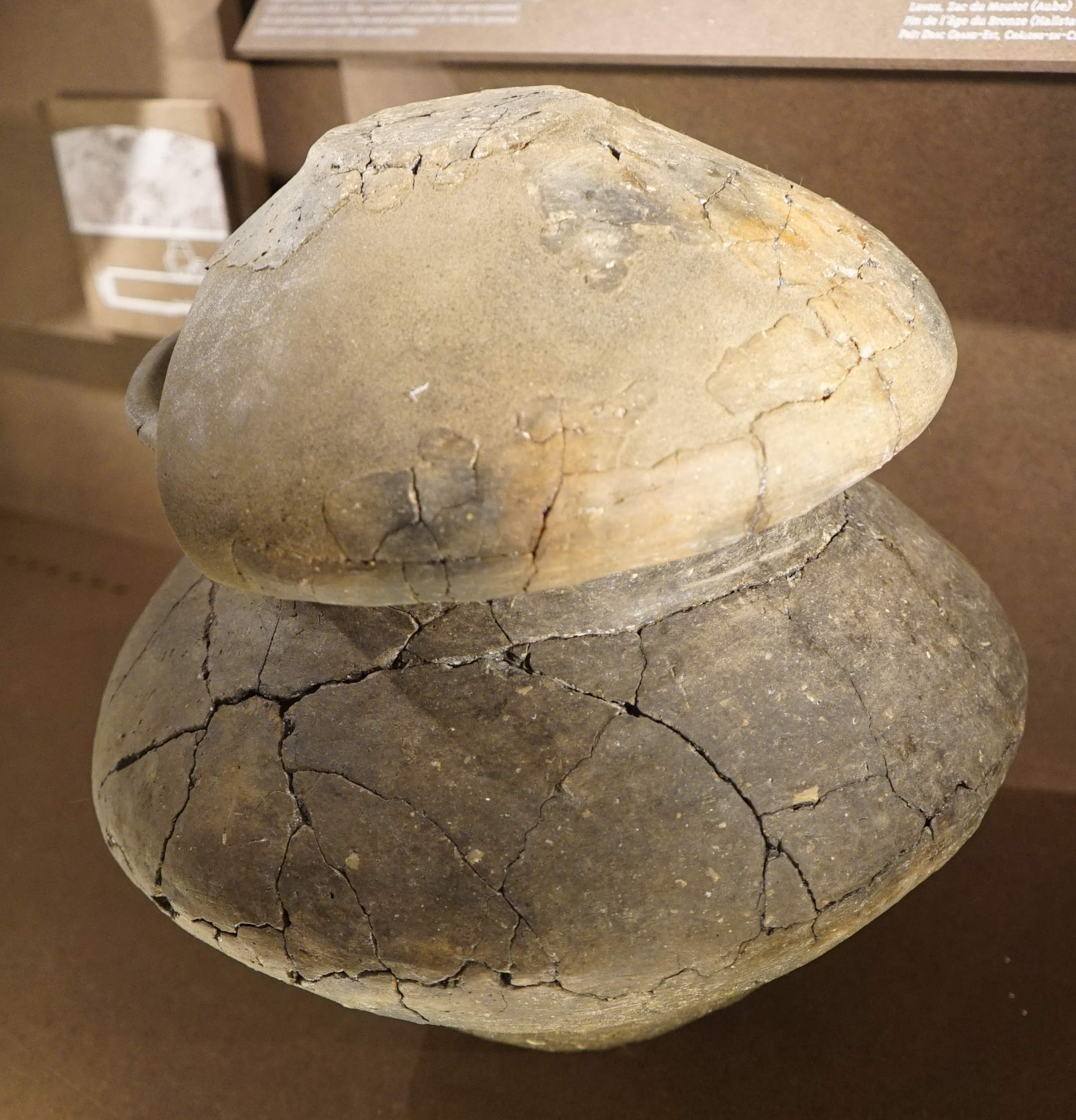
Urne funéraire, Culture de Hallstatt A2,
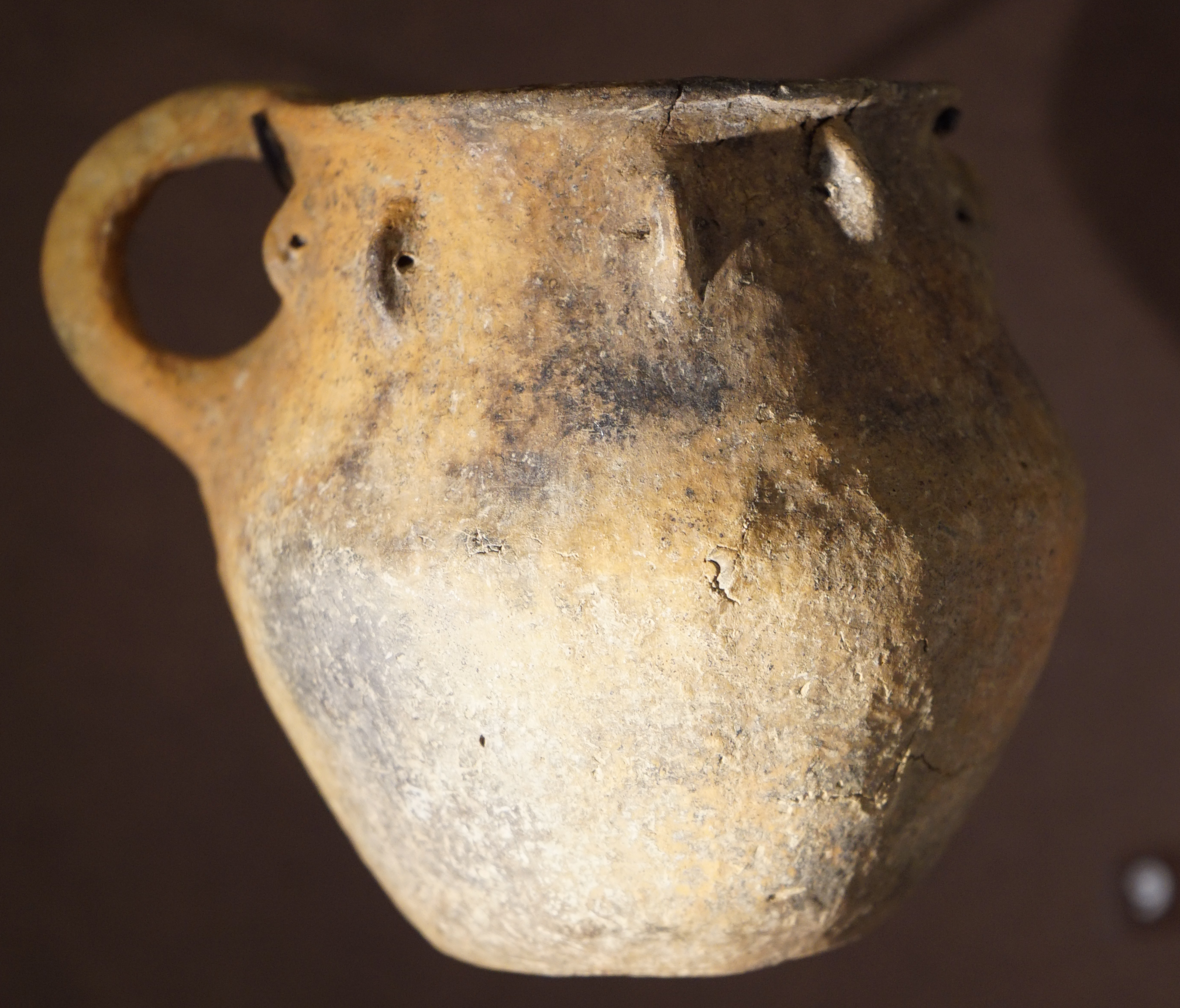
pot à anses A1,
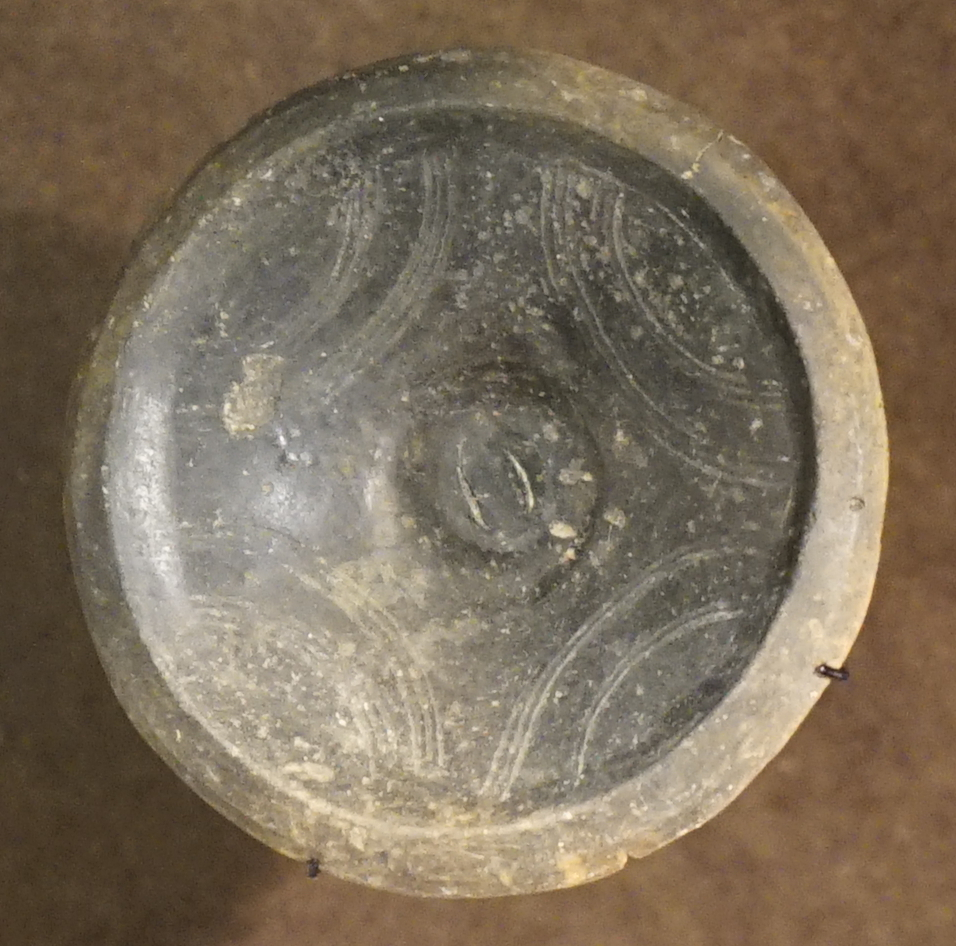
jatte,
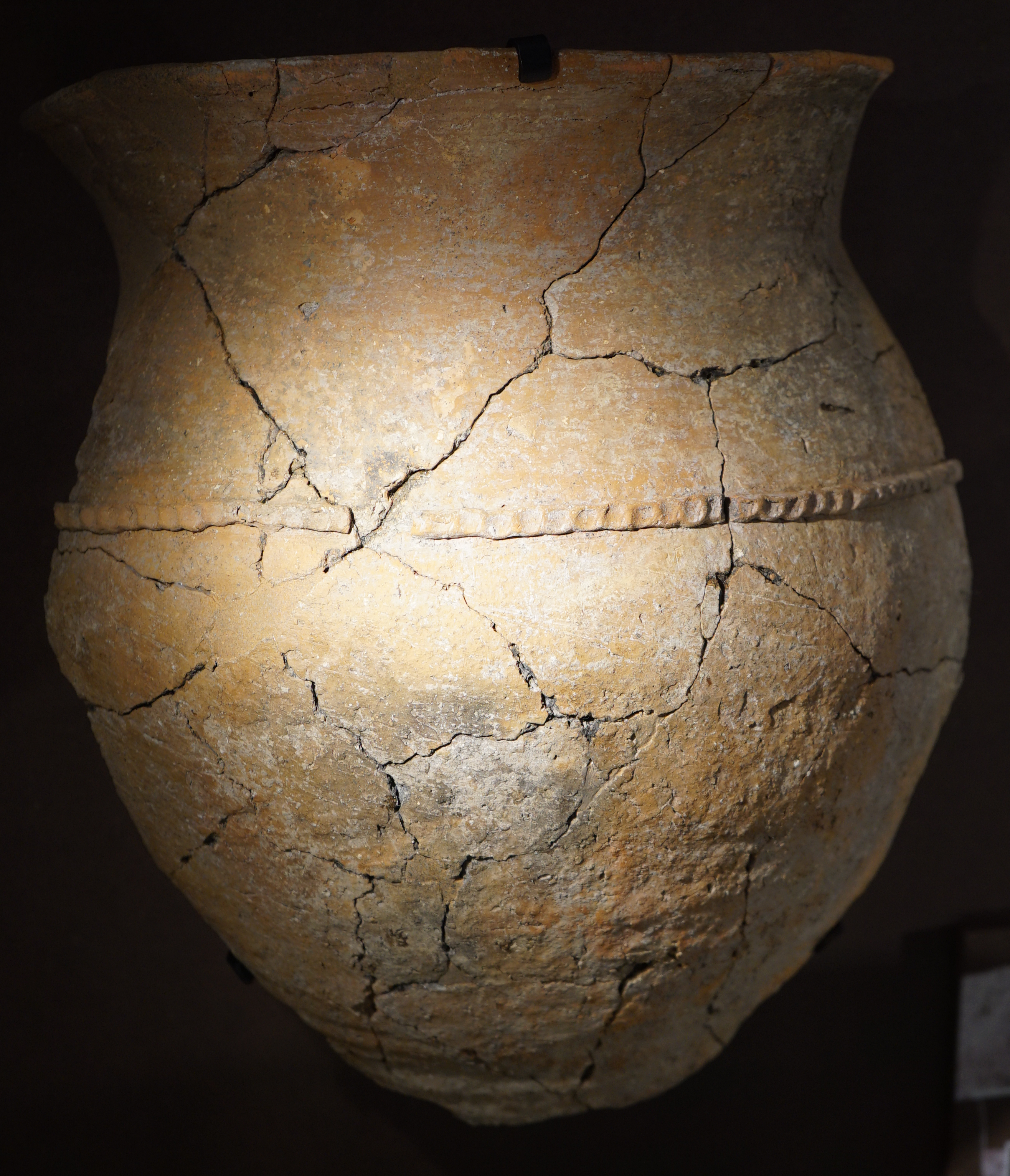
grand vase de stockage.

.
La pérennité de la vocation funéraire du site du Moutot est par ailleurs confirmée par l'identification de tertres circulaires délimités par des fossés et l'exhumation de cistes cinéraires datant respectivement de la Culture des tumuli et de la Civilisation des champs d'urnes, auxquels succèdent au premier âge du fer les sépultures d'un guerrier inhumé avec son épée et d'une femme parée de bracelets en bronze.

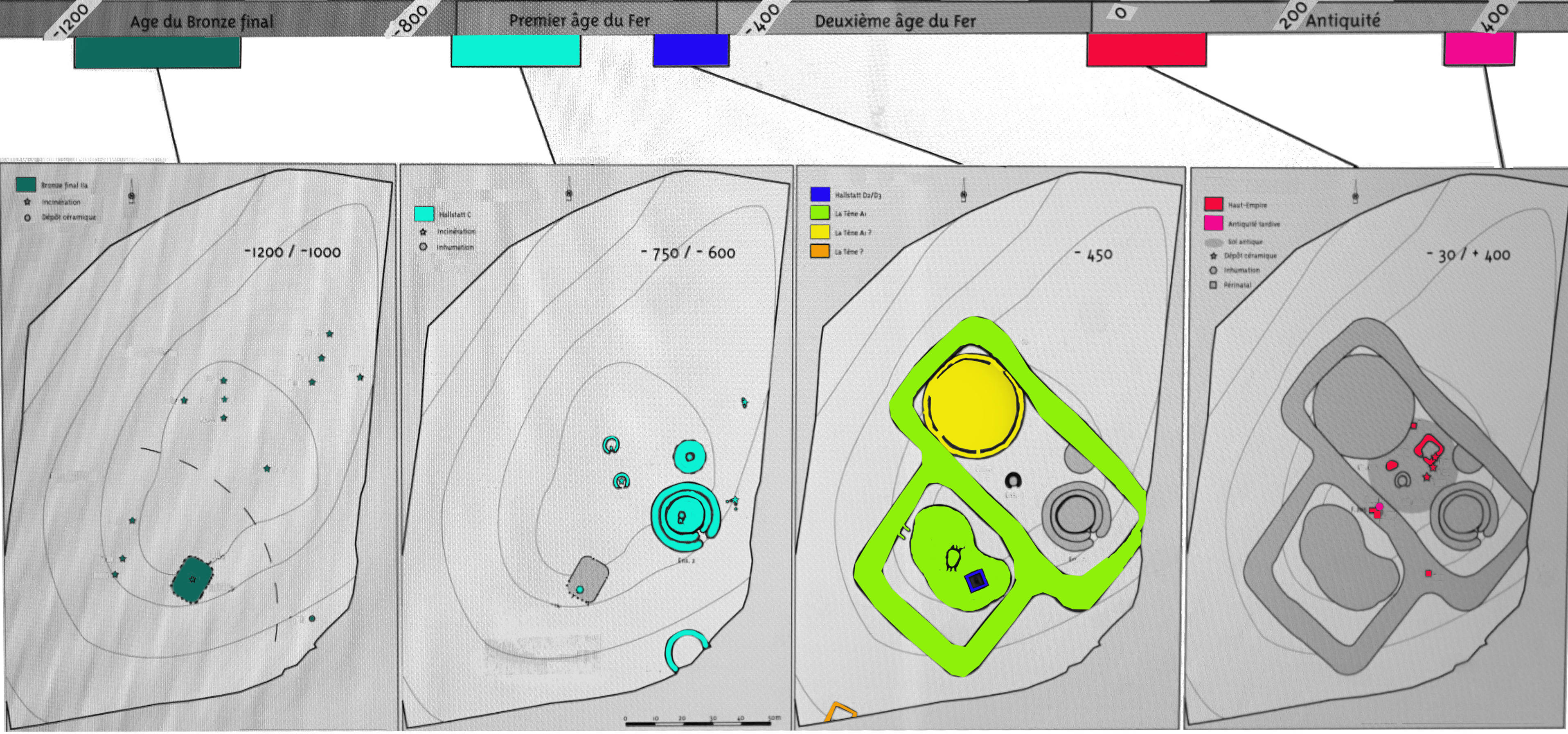
Les différentes sépultures.

Vers -500 (fin du Hallstatt final), des fossés unissent dans un même ensemble monumental ces anciens monuments funéraires et la « sépulture princière » fouillée, l'espace ainsi défini étant encore en usage au moins jusqu'à la fin de la période gallo-romaine.